# Robin Himmelmann
Robin Himmelmann (Moers, 5 februari 1989) is een Duits voetballer die als doelman.

## Carrière
Himmelmann genoot zijn jeugdopleiding bij SV Scherpenberg, TV Asberg, SV Straelen, VfL Repelen, 1. FC Union Solingen en Rot-Weiss Essen. Bij laatstgenoemde club kreeg hij in het seizoen 2008/09 zijn eerste officiële speelminuten in het eerste elftal: naast tien competitiewedstrijden in de Regionalliga West mocht hij ook in doel staan tijdens de finale van de Niederrheinpokal, een regionaal bekertoernooi dat dienst als kwalificatie voor de DFB Pokal. Rot-Weiss Essen verloor deze finale met 2-3 van VfB Speldorf. Tegelijk stond hij in de seizoenen 2008/09 en 2009/10 ook in doel bij het tweede elftal van Rot-Weiss Essen, dat toen uitkwam in de NRW-Liga.
Van 2010 tot 2012 speelde hij voor het tweede elftal van Schalke 04, dat toen uitkwam in de Regionalliga West. Hij speelde nooit een officiële wedstrijd in het eerste elftal van de zevenvoudige landskampioen. In 2012 stapte hij over naar FC St. Pauli. Daar kwam hij aanvankelijk weinig aan spelen toe in het eerste elftal: in het seizoen 2012/13 mocht hij enkel in doel staan tijdens de laatste competitiespeeldag – tegen 1. FC Kaiserslautern, een wedstrijd die St. Pauli met 1-2 won –, in het seizoen 2013/14 kwam hij enkel in actie op de 30e competitiespeeldag toen eerste doelman Philipp Tschauner zich tijdens de wedstrijd tegen Kaiserslautern blesseerde. Uiteindelijk verdreef hij Tschauner uit doel.
Nadat hij in het seizoen 2020/21 zijn plaats in doel verloor, werd zijn contract in januari 2021 in onderling overleg ontbonden. Himmelmann vond vrij snel onderdak bij de Belgische eersteklasser KAS Eupen, waar hij een contract tot het einde van het seizoen ondertekende. Bij Eupen, waar Ortwin De Wolf tijdens de wintertransferperiode naar Antwerp FC was verhuisd, werd hij samen met Abdul Nurudeen de doublure van Théo Defourny. Op 10 februari 2021 mocht hij in de bekerwedstrijd tegen Olympic Club Charleroi (5-1-winst) zijn officiële debuut voor de club maken. Op de slotspeeldag van de reguliere competitie maakte hij tegen Sporting Charleroi zijn debuut in de Jupiler Pro League. Eupen won de wedstrijd met 2-3.
Op 12 juli 2021 kondigde Eupen aan dat Himmelmann een contractverlenging van een jaar had gekregen. Op dezelfde dag nam de club afscheid van Théo Defourny, die naar RWDM verhuisde, waardoor Himmelmann een plek opschoof in de doelmannenhiërarchie. Het was echter niet hij, maar Abdul Nurudeen die eerste doelman werd bij de Oostkantonners. Op de zevende competitiespeeldag nam hij tegen Antwerp FC de plaats in van de vermoeide Ghanees. Daarin stopte hij een strafschop van Michael Frey, maar in de rebound moest hij zich toch gewonnen geven. Uiteindelijk bleef Himmelmann zeven competitiewedstrijden op rij staan. In november nam Nurudeen weer even zijn plaats in
 in december stond Himmelmann dan weer onder de lat in vijf van de zes competitiewedstrijden, alsook in de bekerwedstrijd tegen Zulte Waregem op 1 december 2021, die Eupen na verlengingen won.
Na de winterstop stond Himmelmann nog onder de lat in de competitiewedstrijden tegen Cercle Brugge en KV Kortrijk, daarna nam Nurudeen weer over. Himmelmann speelde vevolgens enkel nog mee op de slotspeeldag van de reguliere competitie, toen Eupen met 0-2 verloor van KV Oostende. Het bleek uiteindelijk zijn afscheidswedstrijd voor Eupen, want in april 2022 raakte bekend dat zijn aflopende contract niet verlengd werd.
Na een paar maanden zonder club gezeten te hebben ondertekende Himmelmann in januari 2023 een contract tot het einde van het seizoen bij de Duitse tweedeklasser Holstein Kiel. De transfer was een reactie op de langdurige blessure van eerste doelman Thomas Dähne. Toen ook diens vervanger Tim Schreiber geblesseerd uitviel, kreeg Himmelmann zijn kans in doel. Tussen maart en mei 2023 stond hij negen competitiewedstrijden op rij onder de lat bij Die Störche. Nog voor het einde van het seizoen maakte Holstein Kiel bekend dat het aflopende contract van Himmelmann niet verlengd zou worden.